# Quận Lebanon, Pennsylvania
Quận Lebanon là một quận trong tiểu bang Pennsylvania, Hoa Kỳ. Quận lỵ đóng ở , Pennsylvania6. Theo điều tra dân số năm 2000 của Cục điều tra dân số Hoa Kỳ, quận có dân số người.2

## Địa lý
Theo Cục điều tra dân số Hoa Kỳ, quận có diện tích kilômét vuông, trong đó có km2 là diện tích mặt nước.